# Christentum im Libanon

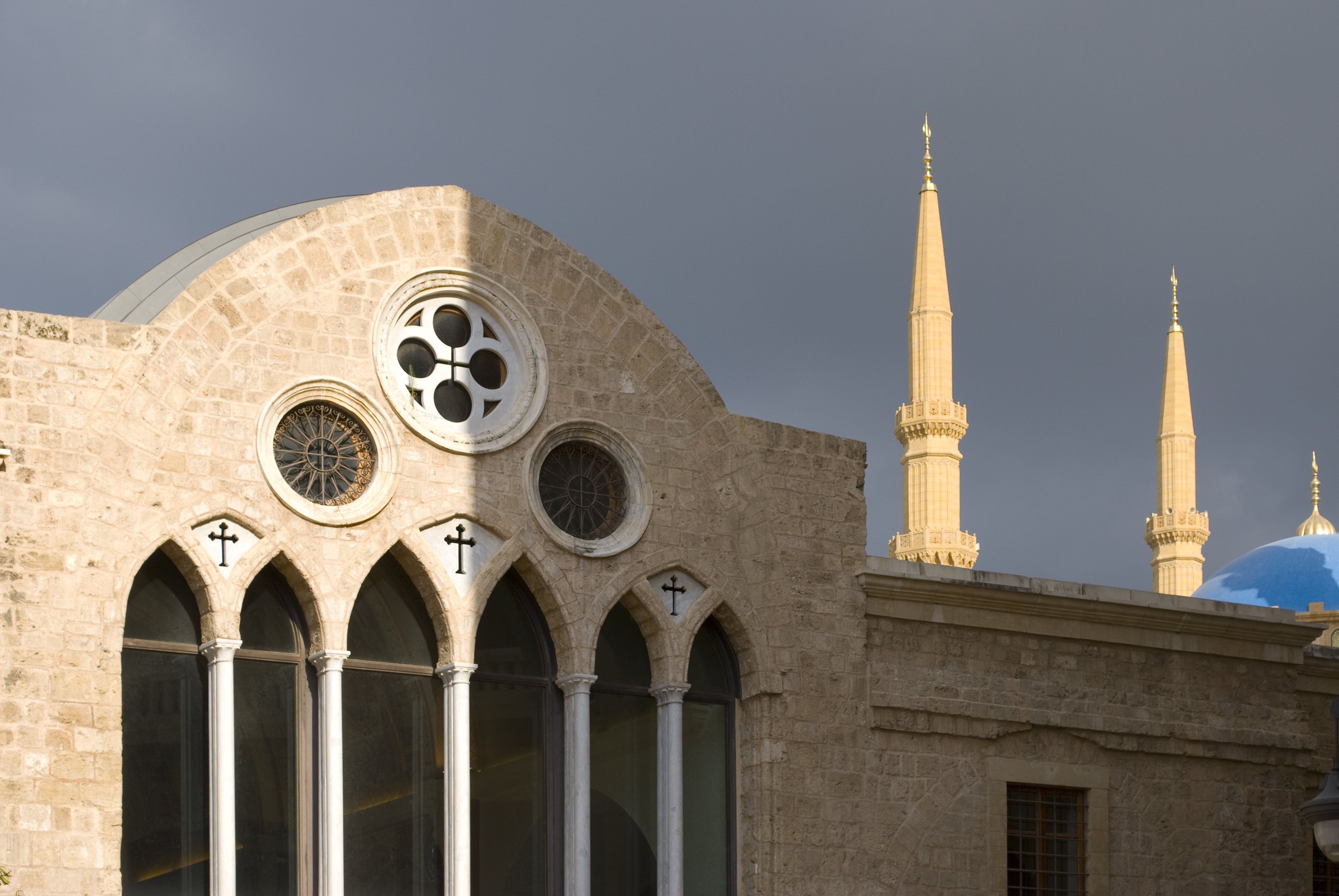
Beirut: Orthodoxe Sankt-Georgs-Kathedrale (im Hintergrund Minarette der Mohammed-al-Amin-Moschee)

Das Christentum im Libanon hat eine lange Tradition und bildete bis ins 20. Jahrhundert eine religiöse Mehrheit innerhalb der libanesischen Bevölkerung, speziell im Libanongebirge.
Der Libanon ist ein Zufluchtsland für Christen aus anderen Staaten des Nahen Ostens. Nach der Schaffung des „Groß-Libanons“ 1922 manifestierte sich unter der französischen Mandatsherrschaft ein Transformationsprozess, in dem sich der Libanon von der einstigen Herrschaft eines islamischen Imperiums unter dem Osmanischen Reich zu einem, von einem christlichen Präsidenten geführten, unabhängigen Staat entwickelte. Frankreich sorgte mit der Institutionalisierung des Konfessionalismus als Schirmherr dafür, dass die christlichen Maroniten die Schalthebel im Staat innehatten. Mit dem Nationalpakt von 1943 wurde die libanesische Republik unabhängig und das französische Mandat endete. Obwohl Artikel 95 der Verfassung die Machtaufteilung zwischen den Religionsgruppen sichern sollte, blieben die maronitischen Führer im Zentrum der Macht.
In jüngerer Zeit wanderten aufgrund des Bürgerkrieges und des Libanonkrieges 2006 viele Christen nach Europa, Amerika und Australien aus.

## Anteil der Christen an der Gesamtbevölkerung des Libanon
Der Anteil schwankt durch die geringere Kinderzahl der wohlhabenderen Schicht und der Mittelschicht, die öfter, aber nicht nur, christlich ist. Besonders aber durch die Rückkehrraten aus der Diaspora, die wesentlich größer ist als die Zahl der Libanesen im Libanon:
- 1932: 51,2 % (letzte offizielle Volkszählung)
- 1985: 25 % (Schätzung)
- 2010: 41 % (Schätzung)
- 2018: 37 % (Schätzung)

## Kirchen
Es gibt mehrere, teils sehr alte und autochthone Kirchen. Sie alle üben ihr eigenes Personenstandsrecht aus. Sie sind auch im Parlament repräsentiert (politischer Konfessionalismus).
- Die Maronitische Kirche stellt die größte christliche Gruppe im Libanon.[2] Der Patriarch residiert in Bkerke. Sie hat seit 1866 eine Priestergemeinschaft, die Kongregation der libanesisch-maronitischen Missionare.
- Die Griechisch-Orthodoxe Kirche von Antiochien stellt die zweitgrößte christliche Gruppe. Der Patriarch residiert in Damaskus
- Die Griechisch-katholische Kirche (auch Melkitische Kirche) stellt die drittgrößte christliche Gruppe. Der Patriarch residiert in Damaskus.
- Die Syrisch-Orthodoxe Kirche von Antiochien ist eine weitere christliche Gruppe im Libanon. Der Patriarch residiert in Damaskus.
- Die Syrisch-katholische Kirche ist eine mit Rom unierte Kirche. Der Patriarch residiert in Beirut.
- Die Armenische Apostolische Kirche ist die größte armenische Gruppe im Libanon. Der Katholikos residiert in Antelias. Die Armenier wurden während des Völkermordes in der Türkei auch in den Libanon vertrieben. Sie sind seit 1962 im libanesischen Parlament vertreten.
- Die Armenisch-Katholische Kirche ist die zweitgrößte armenische Gruppe im Libanon. Der Patriarch residiert in Bzommar (Libanon).
- Katholiken des lateinischen Ritus gibt es durch Zuwanderung oder Konversion.
- Der Protestantismus ist besonders seit dem Wirken angelsächsischer Missionare im Libanon vertreten.

Insgesamt kann man die christlichen Kirchen in vier große christliche Religionsgemeinschaften einteilen:
Katholische KirchenDie Maroniten, die Melkiten, die Syrisch-Katholiken sowie die Armenisch-Katholiken bezeichnet man auch als mit Rom unierte Katholiken. Die Kirchen besitzen alle einen eigenen Patriarchen. Der gegenwärtige maronitische Patriarch ist auch Kardinal. Die Lateinische Kirche d. h. römisch-katholische Kirche gehört direkt zu Rom. Ferner gehört die Chaldäisch-Katholische Kirche zu den katholischen Kirchen.
Die Katholiken sind die größte christliche Religionsgemeinschaft im Libanon.
Orthodoxe KirchenDie rum-orthodoxe Kirche wird auch meist als griechisch-orthodoxe Kirche bezeichnet, sie ist die einzige orthodoxe Kirche im Libanon. Die Orthodoxen sind die zweitgrößte christliche Religionsgemeinschaft im Libanon.
Altorientalische KirchenDie Armenische Apostolische Kirche ist eine altorientalische Kirche, die erst seit dem Völkermord an den Armeniern ihren Sitz im Libanon hat. Die syrisch-orthodoxe oder Jakobitische Kirche erkannte das Konzil von Chalcedon nicht an und gehört deshalb zu den Altorientalischen Kirchen. Ihr Patriarch residiert in Damaskus. Die Koptisch-orthodoxe Kirche Ägyptens hat einige Gemeinden im Libanon. Etwas außerhalb der Kirchenkategorie ist die Assyrische Kirche des Ostens. Die Altorientalische Christen sind die drittgrößte christliche Religionsgemeinschaft im Libanon.
Evangelische KirchenZu den reformatorischen Kirchen zählen die Armenisch-protestantische Kirche, die Presbyterianische Synode von Syrien und Libanon, die Nationale Evangelische Kirche von Beirut sowie die Anglikanische Kirche und die Baptisten. Die Protestanten bilden die kleinste christliche Religionsgemeinschaft im Libanon.

## Siedlungsgebiete
Die griechisch-orthodoxen Christen sind sowohl an der Küste als auch im Libanongebirge angesiedelt. Ein bekanntes Siedlungsgebiet griechisch-orthodoxer Christen ist der Distrikt Koura. Die Maroniten wohnen traditionell in den Bergen. Durch den Bürgerkrieg sind viele Maroniten nach Beirut gezogen. Der Osten Beiruts ist hauptsächlich von Christen bewohnt. Die Stadt Zahlé ist überwiegend von Melkiten bewohnt. In Tripoli ist der Stadtteil Mina von Christen bewohnt. Im Süden des Libanons gibt es einige christliche Dörfer wie Mardsch Uyun.

## Politische Situation

Karte nach Parlamentssitzen

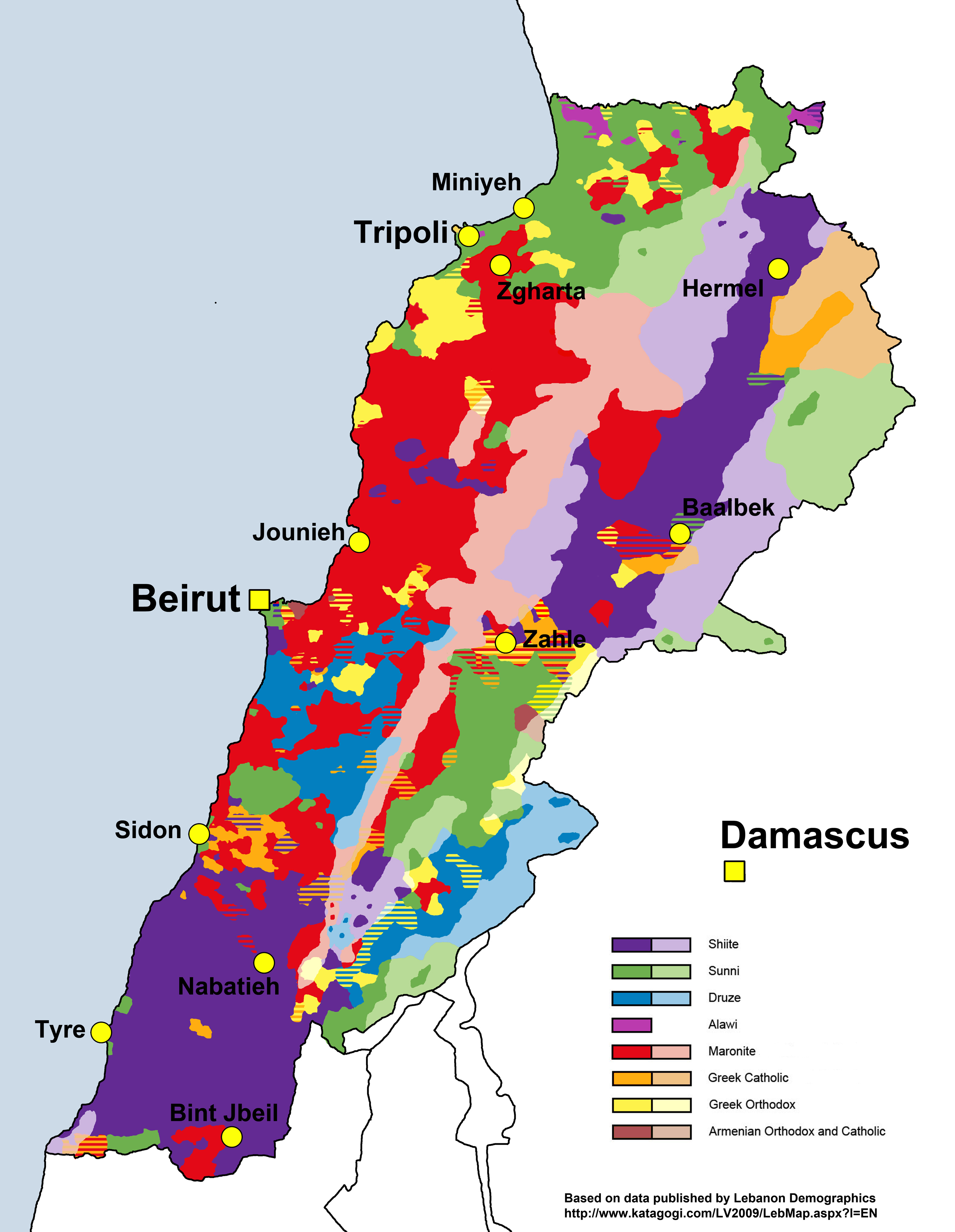
Verteilung der Religionsgruppen im Libanon

Die konfessionelle Parität mit einem maronitischen Staatspräsidenten sowie einem orthodoxen Vizepremierminister sowie die Anzahl der gleich verteilten Kabinettsposten zwischen Muslimen und Christen ist im Nahen Osten einzigartig und geht auf den Nationalpakt von 1943 zurück, der 1989 durch das Abkommen von Taif modifiziert wurde. Seither sind 50 Prozent der Parlamentssitze Christen vorbehalten, obwohl Christen längst weniger als 40 % Anteil an der im Libanon lebenden Gesamtbevölkerung ausmachen. Die Staatsämter und Funktionen im öffentlichen Dienst sind paritätisch zwischen Christen und Muslimen aufgeteilt. Der libanesische Staatspräsident und der oberste Befehlshaber der Armee sind jeweils ein Maronit, der stellvertretende Ministerpräsident ein griechisch-orthodoxer Libanese.
Die Anzahl der Parlamentssitze pro christliche Konfession nach dem Abkommen von Taif (insgesamt 128, Christen:Muslime 5:5) und in Klammern vor dem Abkommen von Taif (insgesamt 99, Verteilung 6:5): Maroniten 34 (30), Rum Orthodoxe 14 (11), Griechisch-Katholische 8 (6), Armenisch-Orthodoxe 5 (4), Armenisch-Katholische 1 (1), Andere 1 (1)

## Lage der Christen
Der Libanon war traditionell ein Zufluchtsort für Christen aus dem Nahen Osten. Die Christen im Libanon sind im Vergleich zu anderen Christen in der Region sehr autonom sowie weniger Repressionen ausgesetzt als in anderen Nachbarländern. Allerdings werden z. B. in manchen Gegenden Geschäfte, die Alkohol verkaufen, von islamistischen Gruppen attackiert.
Beim Bürgerkrieg im Libanongebirge im Sommer 1860 zwischen christlichen Maroniten und Drusen kamen insgesamt 20.000 Christen ums Leben, dazu eine unbekannte Zahl von Drusen. 380 christliche Dörfer und 560 Kirchen wurden dabei zerstört.
Nach der Unabhängigkeitserklärung des Libanon 1943 verliefen die Beziehungen zwischen Muslimen und Christen zunächst friedlich. Dies erfuhr jedoch eine Wende in der Libanonkrise 1958 und im libanesischen Bürgerkrieg 1975–1990. So verübte die christliche Phalange-Miliz während des Bürgerkriegs im Jahr 1976 das Massaker von Karantina an palästinensischen Flüchtlingen. Als Rache verübten Palästinenser kurz darauf in der Hafenstadt Damur das Massaker von Damur an christlichen Einwohnern. Als eines der schlimmsten Kriegsverbrechen von christlicher Seite gilt das Massaker von Sabra und Schatila 1982, bei dem zahlreiche Palästinenser durch die Phalangisten ermordet wurden.

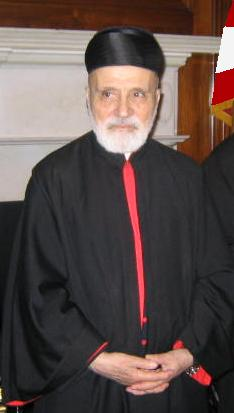
Kardinal Nasrallah Boutros Sfeir, Oberhaupt der Maroniten (1986–2011)

Durch die vielen kriegerischen Konflikte mit Israel (Libanonkrieg 1982, Libanonkrieg 2006 sowie der Konflikt um die Schebaa-Farmen) ist das politische wirtschaftliche Leben sowie die Sicherheitslage im Land für die Libanesen sehr schwierig geworden. Dadurch haben sich vor allem bei jungen Libanesen die Gründe für eine Auswanderung verstärkt. Im Vergleich zu den muslimischen Auswanderungswilligen fühlen sich die christlichen Libanesen zusätzlichem Druck sowie der Einschränkung ihrer Freiheiten ausgesetzt.
Zurzeit versuchen muslimische Investoren gezielt Grundstücke in christlichen Kerngebieten über Mittelsmänner zu kaufen. Ein bekannter Fall ist der Kauf eines Grundstücks oberhalb vom Kloster Balamand. Im Jahr 2006 gab es von islamistischen Extremisten Übergriffe auf Kirchen und christliche Gebiete, z. B. in Aschrafiyya, nach dem Karikaturenstreit im Frühjahr sowie nach der Ausstrahlung einer LBC-Sendung „Basmatwatan“, in der der Generalsekretär der Hisbollah, Hassan Nasrallah, karikiert wurde (Mai 2006).
Es gibt auch zahlreiche Mordfälle, z. B. Ermordung einer Nonne in Haddath, einem Grenzort zur schiitischen Vorstadt von Beirut, im Jahre 2001, sowie andere vergleichbare Fälle. In den Jahren 2005 und 2006 wurden auf mehrere christliche Journalisten (Gebran Tueni, May Chidiac, Samir Kassir) und Politiker (George Hawi, Elias Murr, Pierre Gemayel junior, Michel Pharaon) Attentate verübt, bei denen die meisten ums Leben kamen.
In der innerlibanesischen politischen Diskussion wird die offene Diskussion für Christen durch Drohungen und Einschüchterungen von islamistischer Seite zunehmend schwieriger.
Das internationale überkonfessionelle christliches Hilfswerk Opendoors führt jährliche Ranglisten zum Stand der weltweiten Christenverfolgung. In diesem Weltverfolgungsindex wird der Libanon im Jahr 2024 auf Platz 72 geführt.